# Scarlett Camberos
Scarlett Nefer Camberos Becerra (Los Ángeles, California, 20 de noviembre de 2000) es una futbolista mexicana-estadounidense. Juega como delantera en el Club América Femenil de la Primera División Femenil de México. Es internacional con la selección de México.

## Trayectoria
Camberos jugó fútbol universitario en el UC Irvine Anteaters de 2018 a 2021. Cosechó 13 goles y 7 asistencias en 22 partidos durante su último año, incluyendo dos tripletes y llevándose el premio a la Jugadora Ofensiva del Año de la Big West Conference.

### Debut profesional con el América
La centrocampista firmó por el América de la Liga MX Femenil el 30 de diciembre de 2021, debutando el 10 de enero de 2022 en un partido contra el Atlas. Nacida en Los Ángeles, California, Camberos mencionó la pasión que su padre siente por las Águilas como uno de los motivos que la llevó a buscar un contrato con el equipo.
Durante el Clausura 2022 firmó 11 tantos en 16 partidos, compartiendo el tercer lugar con Stephany Mayor en la tabla de máximas goleadoras y liderando dentro su club en la producción de goles.
El 25 de julio de 2022, Camberos acusó públicamente a un fanático de acosarla a través de cuentas falsas en las redes sociales y en persona. Otras jugadoras se unieron a ella para hablar sobre el acoso que experimentan regularmente.
En agosto de 2022, Camberos participó en The Women's Cup, un torneo amistoso internacional de clubes. Fue nombrada jugadora del partido por su actuación en la victoria contra el Tottenham Hotspur, en la que marcó el gol que sentenció el 2-1 final.
Durante el torneo Apertura 2022, Camberos fue una pieza clave para que América regresara a una final de liga una vez más después de cuatro años, con actuaciones destacadas en el torneo regular, siendo la más destacada su actuación durante las semifinales contra Chivas en el que dio dos asistencias y marcó un gol.

#### Incidentes de acoso
El 21 de marzo de 2023, el Club América anunció que Camberos continuaría su carrera con el Angel City de la NWSL estadounidense después de que la futbolista solicitara su pase por razones de seguridad tras múltiples incidentes de acoso físico y cyberacoso por parte de un fan, y la falta de garantías de parte de las autoridades mexicanas quienes solo pudieron ejecutar un arresto domiciliario de 36 horas contra el acosador debido a la falta de regulación en el código penal de México cuando se trata de acoso físico y por las redes. A su vez, el Club América invitó a los legisladores a promulgar leyes más estrictas contra el cyberacoso, el acecho y la violencia contra la mujer. La repentina salida de Camberos del América y la Liga MX Femenil causó revuelo en los medios mexicanos. Al momento de su salida, la delantera era considerada la mejor jugadora del América, la capitana del equipo, así como una de las mejores jugadoras de la liga.

### Angel City FC
El pase de Camberos al Angel City se hizo oficial el 29 de marzo de 2023, luego de pagar una tarifa de transferencia al Club América. La futbolista firmó un contrato de dos años con el equipo.

## Selección nacional
Camberos fue convocada por primera vez a la selección de México el 25 de agosto de 2022, de cara a los amistosos programados contra el Angel City FC de la National Women's Soccer League y la selección de Nueva Zelanda en septiembre de 2022. Debutó con la Tricolor en el partido contra Nueva Zelanda y anotó su primer gol absoluto contra el Angel City.

## Estadísticas

### Clubes
| Club          | País           | Año       |
| ------------- | -------------- | --------- |
| América       | México         | 2022-23   |
| Angel City FC | Estados Unidos | 2023      |
| Bay FC        | Estados Unidos | 2024      |
| América       | México         | 2024-2025 |

## Palmarés

### Títulos internacionales
| Título               | Equipo              | Sede  | Año  |
| -------------------- | ------------------- | ----- | ---- |
| Juegos Panamericanos | Selección de México | Chile | 2023 |